# الطواف الروسي الأول حول الكرة الأرضية

الطريق الذي سلكه الطواف الروسي الأول حول الكرة الأرضية

حدث الطواف الروسي الأول حول الكرة الأرضية (بالروسية: Первое русское кругосветное плавание) في الفترة الممتدة بين أغسطس 1803 إلى أغسطس 1806 عبر السفينتين ناديجدا ونيفا بقيادة آدم يوهان فون كروسنسترن ويوري ليسيانسكي. كانت هذه البعثة البحرية في البداية مشروعاً تجارياً للشركة الروسية الأمريكية لتزويد شبه جزيرة كامتشاتكا والمستوطنات الروسية الأخرى في ألاسكا بالتموين، ولتعزيز موقع روسيا في ممتلكاتها البعيدة في المحيط الهادئ.
قدمت الحكومة الروسية الدعم المادي للرحلة بسبب الصعوبات المالية التي واجهتها، وفي المقابل طلبت الحكومة من القائمين على الرحلة بالإضافة إلى أهدافها الاستكشافية إقامة علاقات دبلوماسية واقتصادية بين روسيا واليابان، وفتح السوق الصينية لتجارة الفراء الروسي، تزامن وصول البعثة إلى الصين بوصول السفارة الروسية برئاسة يوري غولوفكين، وعندما وصلت البعثة إلى الجزر الهاوايية قُسمت السفن إلى قسمين فتوجهت ناديجدا إلى كامتشاتكا واليابان، بينما توجهت نيفا إلى جزيرة كودياك حيث أمضت 14 شهراً وشاركت في حرب التلينغيت الروسية. ضمت البعثة وفداً دبلوماسياً كبيراً برئاسة القاضي تشامبرلين والسفير نيكولاي ريزانوف للمساعدة في إقامة العلاقات الدبلوماسية والاقتصادية بين روسيا واليابان، ومع ذلك لم يمتلك ريزانوف السلطة الكافية ما أدى إلى صراعات مع كروسنسترن الذي عُيِّين قبله بستة أشهر.
تبين لاحقاً أن الحملة لم تكن ناجحة من الناحية السياسية لأن السلطات اليابانية لم تسمح للمبعوث الروسي بدخول البلاد، ورفضت إقامة علاقات دبلوماسية. هبط ريزانوف وحاشيته في كامتشاتكا في عام 1805 وبدأوا فيما بعد بالعمل بشكل مستقل. من جهة أخرى حققت البعثة جميع الأهداف التجارية، على الرغم من أنه كان من المستحيل بيع الفراء الروسية في الصين وتحقيق ربح جيد في تلك الفترة.

## خلفية

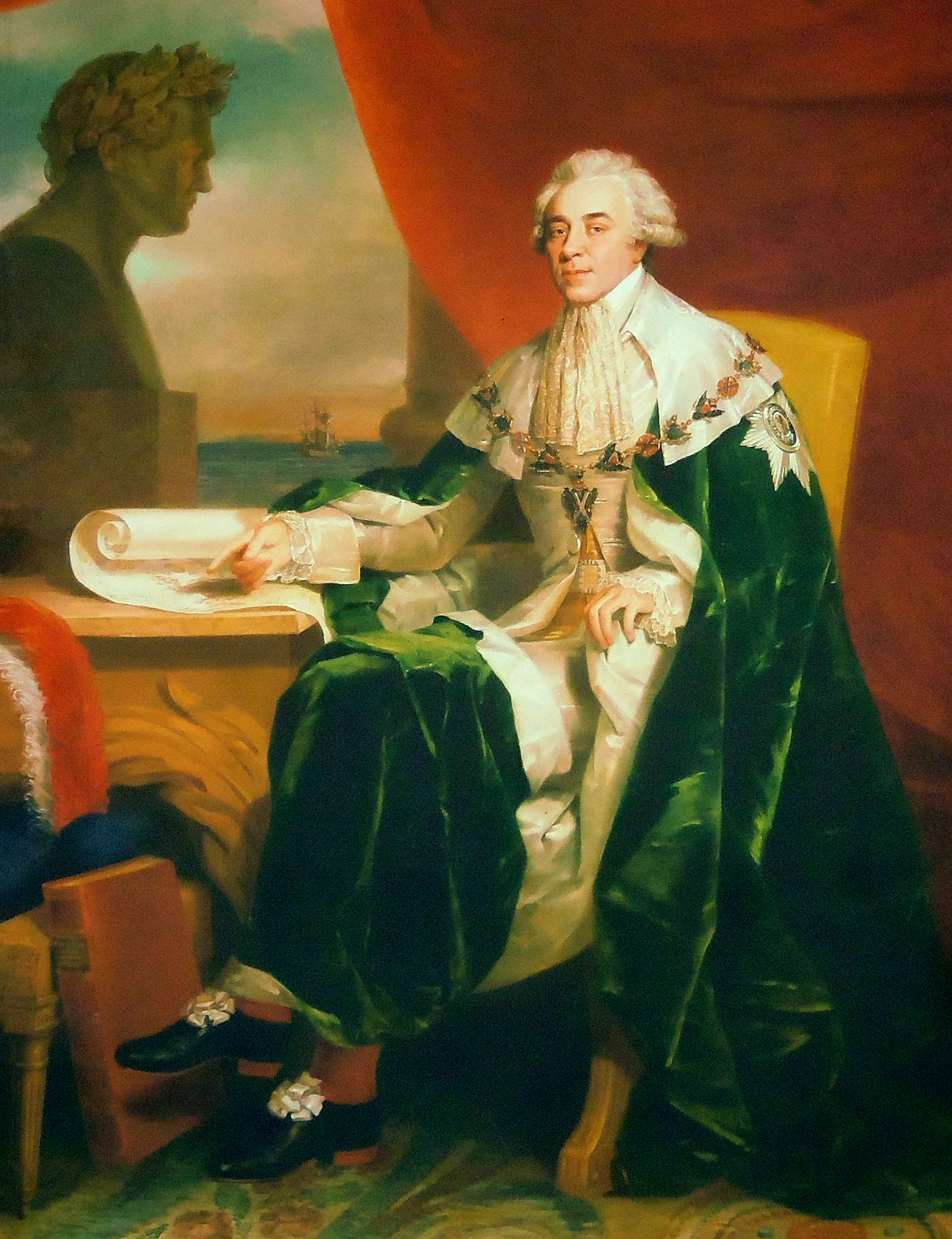
رجل الدولة الروسي نيكولاى روميانتسيف الذي موَّل الرحلة.

يقول المؤرخ نيكولاي بولهوفيتينوف: لا يسعنا إلا أن نندهش من أن حقيقة أن أول طواف روسي حول العالم لم يحدث إلا في القرن التاسع عشر، على الرغم من أننا كنا نمتلك جميع المتطلبات الأساسية للقيام بذلك في القرن الثامن عشر، فقد وضع المخطط الأول للوصول إلى كامتشاتكا عن طريق البحر عبر كرونشتاد من قبل فيدور سويمونوف أثناء حكم بطرس الأكبر في عام 1722. اقترح نائب الأدميرال نيكولاي غولوفين في عام 1732 أن ترسل الإمبراطورة آنا حملة بحرية إلى كامتشاتكا عبر رأس الرجاء الصالح تتألف من فرقاطتين مع إمداد سنوي بالمؤونة، لكن الانحطاط الذي أصاب البحرية الروسية في الفترة (1730-1760) ألغى كل هذه الخطط.
هدد النشاط المتزايد لبريطانيا العظمى وفرنسا والولايات المتحدة في شمال المحيط الهادئ في ثمانينيات القرن الثامن عشر المصالح الروسية في التوسع في الشرق الأقصى - لا سيما في جزر ألوتيان - حيث دافع شعب التشوكشي عن سيادتهم بقوة. كانت القوانين السائدة في تلك الفترة تسمح بالمطالبة بالأراضي من خلال تقديم بيانات رسم الخرائط الكاملة والأصلية، وقد اتضح أن الروس لم يوثقوا بخرائطهم الجزء الأكبر من ألاسكا، في حين أنه كان موجوداً في خرائط جيمس كوك، ومن أجل تأمين المصالح الروسية في تلك المنطقة قاد جوزيف بيلينغز حملة لاستكشاف الممر الشمالي الشرقي قرب ألاسكا في الفترة (1785-1794)، ولعب الملاح الروسي غافريل ساريتشيف دوراً رئيسياً في التخطيط والتنفيذ الناجح للحملة، وقد انطلقت الحملة بأسرع وقت بعد أن علم الروس أن جان فرانسوا دو غالوب قد أبحر في أول رحلة حول العالم.

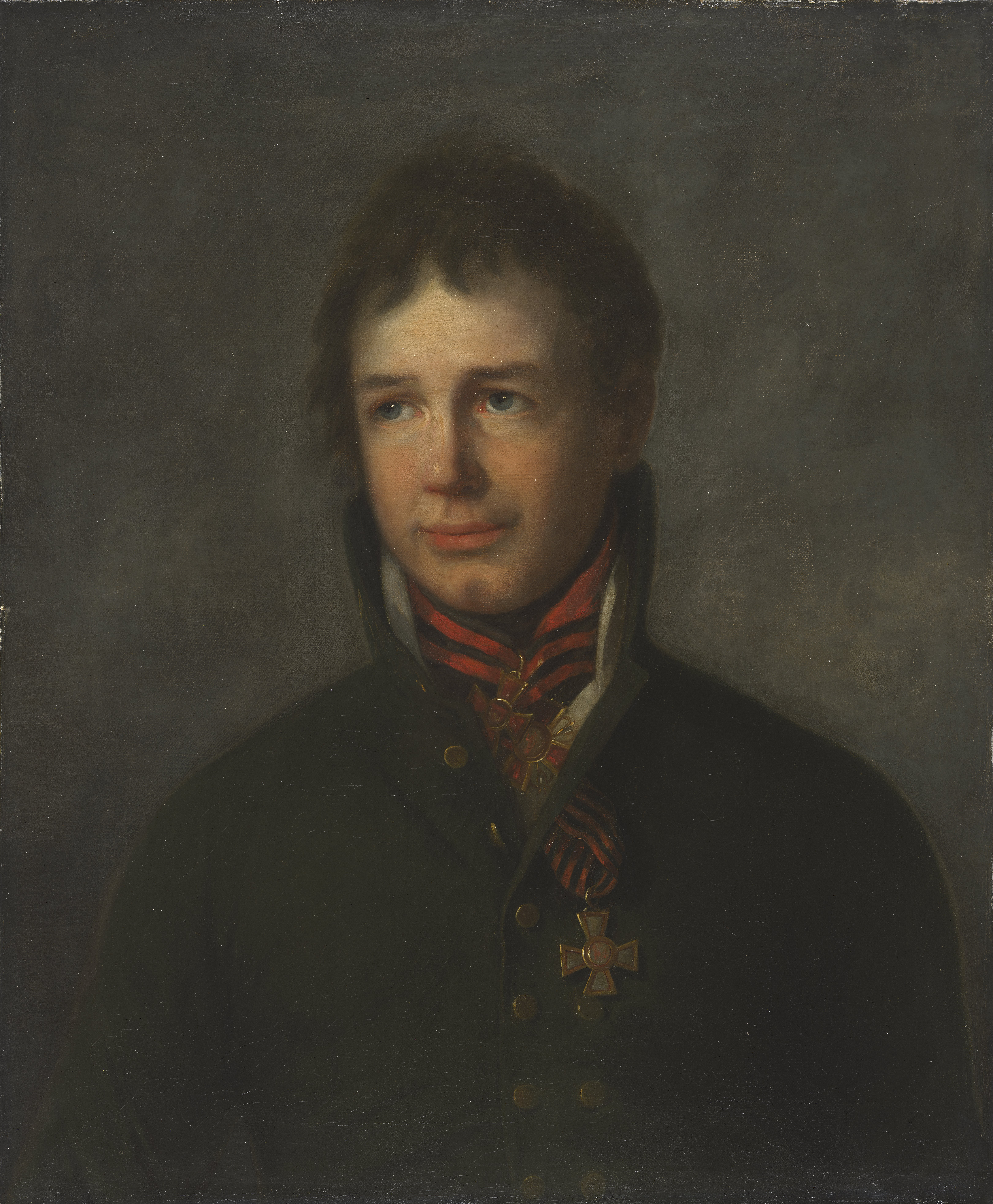
كروسنسترن عام 1808

وقّعت الإمبراطورة كاترين العظمى في 22 ديسمبر 1786 المرسوم الذي يأمر مجلس البحرية الروسية بإرسال القوات البحرية التابعة لأسطول البلطيق إلى كامتشاتكا عبر رأس الرجاء الصالح ومضيق سوندا. قاد الكابتن غريغوري مولوفسكي الأسطول، وفي أبريل 1787 أرسل مجلس البحرية خطاباً يحمل تعليمات له، فقد كان على مولوفسكي أن يصف جميع جزر الكوريل، وأن يصل إلى سخالين، وبعد ذلك إلى جزيرة نوتكا، لضم جميع هذه الأراضي إلى روسيا. كان تحديد الملكية الروسية يجري عن طريق أعمدة من الحديد يُطبع عليها شعار الدولة، مع ميداليات وشعارات توزع على السكان الأصليين. لم يضطر مولوفسكي للإبحار إلى جميع أنحاء العالم، فقد بقيت سفنه في الشرق الأقصى وفي أمريكا الروسية، وفي ربيع عام 1787 قدم جيمس تريفينن إلى الإمبراطورة مشروعه لتطوير تجارة الفراء في المحيط الهادئ. تضمنت خطة تريفينن إرسال ثلاث سفن روسية من كرونشتادت إلى كيب هورن، وكان من المفترض أن تبقى سفينتان في كامتشاتكا بينما تنقل السفينة الثالثة الفراء إلى الصين واليابان. عينت الإمبراطورة تريفينن كقائد بحري من المرتبة الثانية في روسيا، لكن اندلاع الحربين الروسية التركية والروسية السويدية أدى لإلغاء الرحلة، وقُتل مولوفسكي وتريفينن في المعارك البحرية.
حاول التاجر غريغوري شيليكوف بين عامي 1780 و1783 أن يثير اهتمام كبار المسؤولين الحكوميين لإرسال سفن تجارية من بحر البلطيق إلى أمريكا الروسية، وبحلول عام 1785 تمكن من التواصل مع الأدميرال غريغوري كوشليف وحتى مع القيصر بولس الأول نفسه، لكن اقتراحاته لم تلقَ أذناً صاغية لدى المسؤولين. قام التاجر الروسي الثري ثوركلر من ريفال في الفترة (1791-1802) بعدة رحلات حول العالم على متن سفن أجنبية (خاصة فرنسية). زار ثوركلر بتروبافلوفسك وجزيرة نوتكا وكانتون وكلكتا، واستناداً إلى المراسلات بين ثوركلر والكونت نيكولاي روميانتسيف، فقد لعب الأول دوراً مهماً في دعم حملة آدم يوهان فون كروسنسترن وفي تنظيم رحلته الجديدة إلى كولكاتا وكانتون في الفترة (1805-1807). تؤكد الوثائق القديمة: «نظرة عامة على الشركة الروسية الأمريكية» (1819)، والصحف الدورية في بداية القرن التاسع عشر، بأن أي سفن روسية لم تعبر خط الاستواء قبل رحلة كروسنسترن.
بدأ كروسنسترن خدمته تحت قيادة مولوفسكي وفي وقت لاحق اشترك مع ليسيانسكي وياكوف بيرينغ (حفيد المستكشف الشهير فيتوس بيرنغ) في الرحلة الاستكشافية التي استمرت ست سنوات مع الأسطول التجاري البريطاني، وخلال الفترة (1793-1799) قام كروسنسترن وليزيانسكي وبيرينغ برحلات طويلة إلى أمريكا الشمالية والجنوبية والهند والصين، وخلال إحدى رحلاته إلى الولايات المتحدة التقى كروسنسترن بجورج واشنطن الذي نظم حفل استقبال خاص للرحلة، وفي عام 1799 أرسل كروسنسترن إلى بيتر سويمونوف المشروع الذي أكد على أهمية الخطة الجديدة التي تهدف لتزويد أمريكا الروسية بالمؤن، وتدعم تجارة الفراء مع الصين، وفي وقت لاحق من نفس العام قدم لاريون ناجل أيضاً خطته لإقامة علاقات دبلوماسية وتجارية مع اليابان، لكن جميع هذه الخطط لم تُنفذ بسبب اندلاع الحرب مع فرنسا.

## الخطة والمعدات
فشل كروسنسترن في إقناع الحكومة الروسية بدعم خططه في 1799-1800، وأمضى ثلاث سنوات في ضيعته إستلاند وتزوج واستقر هناك. ظهرت فرصة جديدة لكروسنسترن للترويج لمشروعه خلال فترة حكم القيصر ألكسندر الأول. قدم كروسنسترن خطته عندما كانت الحكومة الروسية في حاجة ماسّة إلى المال بسبب مشاركتها في التحالفين الثاني والثالث ضد فرنسا. اعترض القائد ألكسندر فورونتسوف والأدميرال بافيل تشيتشاغوف في عام 1802 على تنفيذ الخطة، وطالبوا بإعطاء الأولوية لتطوير القوات البرية، لكن القيصر ألكسندر الأول وافق شخصياً على المشروع، ما سمح لكروسنستيرن بتنفيذه بنفسه.